# Meduna di Livenza
Meduna di Livenza ist eine nordostitalienische Gemeinde (comune) mit 2984 Einwohnern (Stand 31. Dezember 2023) in der Provinz Treviso in Venetien. Die Gemeinde liegt etwa 32,5 Kilometer nordöstlich von Treviso an der Livenza und grenzt unmittelbar an die Region Friaul-Julisch Venetien und die Metropolitanstadt Venedig.

## Verkehr
Durch die Gemeinde führt die frühere Strada Statale 53 Postumia (heute eine Regionalstraße) von Vicenza nach Portogruaro.